# Saint-Laurent-du-Tencement
Saint-Laurent-du-Tencement är en kommun i departementet Eure i regionen Normandie i norra Frankrike. Kommunen ligger i kantonen Broglie som tillhör arrondissementet Bernay. År 2022 hade Saint-Laurent-du-Tencement 66 invånare.

## Befolkningsutveckling
Antalet invånare i kommunen Saint-Laurent-du-Tencement
Referens:INSEE